# 336204 Sardinas
336204 Sardinas è un asteroide della fascia principale. Scoperto nel 2008, presenta un'orbita caratterizzata da un semiasse maggiore pari a 2,5798744 UA e da un'eccentricità di 0,2442132, inclinata di 3,18174° rispetto all'eclittica.